# 洛拉莱县

所在位置

洛拉莱县，巴基斯坦俾路支省中部的一个县。总人口约700,000（2005年估计），其中大部分为普什图族。县治位于洛拉莱。

## 行政区划
洛拉莱县分为3个乡。